# Regeringen Kjell Magne Bondevik II
Regeringen Kjell Magne Bondevik II var Norges regering mellem 2001 og 2005. Regeringen blev udnævnt i statsråd 19. oktober 2001 og blev den 14. oktober 2005 opløst og fortsatte som et forretningsministerium til det tidspunkt hvor den nye regering overtog, den 17. oktober 2005. Den var en mindretalsregering indgået af Høyre (H), Kristelig Folkeparti (KrF) og Venstre (V).
| Portefølje                           | Minister                  | Periode                         | Parti |
| ------------------------------------ | ------------------------- | ------------------------------- | ----- |
| Statsminister                        | Kjell Magne Bondevik      |                                 | KrF   |
| Udenrigsminister                     | Jan Petersen              |                                 | H     |
| Forsvarsminister                     | Kristin Krohn Devold      |                                 | H     |
| Minister for Handel og Industri      | Ansgar Gabrielsen         | 19. oktober 2001 – 18 Juni 2004 | H     |
| Minister for Handel og Industri      | Børge Brende              | 18 Juni 2004 – 17. oktober 2005 | H     |
| Moderniseringsminister               | Victor Norman             | 19. oktober 2001 – 18 Juni 2004 | H     |
| Moderniseringsminister               | Morten Andreas Meyer      | 18 Juni 2004 – 17. oktober 2005 | H     |
| Finansminister                       | Per-Kristian Foss         |                                 | H     |
| Kommunal- og Regionalminister        | Erna Solberg              |                                 | H     |
| Sundheds- og Omsorgsminister         | Dagfinn Høybråten         | 19. oktober 2001 – 18 Juni 2004 | KrF   |
| Sundheds- og Omsorgsminister         | Ansgar Gabrielsen         | 18 Juni 2004 – 17. oktober 2005 | H     |
| Kultur og Kirkeminister              | Valgerd Svarstad Haugland |                                 | KrF   |
| Arbejds- og Socialminister           | Ingjerd Schou             | 19. oktober 2001 – 18 Juni 2004 | H     |
| Arbejds- og Socialminister           | Dagfinn Høybråten         | 18 Juni 2004 – 17. oktober 2005 | KrF   |
| Transport- og Kommunikationsminister | Torild Skogsholm          |                                 | V     |
| Kyst- og Fiskeriminister             | Svein Ludvigsen           |                                 | H     |
| International Udviklingsminister     | Hilde Frafjord Johnson    |                                 | KrF   |
| Miljøminister                        | Børge Brende              | 19. oktober 2001 – 18 Juni 2004 | H     |
| Miljøminister                        | Knut Arild Hareide        | 18 Juni 2004 – 17. oktober 2005 | KrF   |
| Landbrugs- og Fødevareminister       | Lars Sponheim             |                                 | V     |
| Justits- og Politiminister           | Odd Einar Dørum           |                                 | V     |
| Børne- of Familieminister            | Laila Dåvøy               |                                 | KrF   |
| Olie- og Energiminister              | Einar Steensnæs           | 19. oktober 2001 – 18 Juni 2004 | KrF   |
| Olie- og Energiminister              | Thorhild Widvey           | 18 Juni 2004 – 17. oktober 2005 | H     |
| Forsknings- og Undervisningsminister | Kristin Clemet            |                                 | H     |

## Eksterne links
- Regjeringen.no: Kjell Magne Bondeviks andre regjering